# Ugandské letectvo
Ugandské letectvo (anglicky Ugandan People's Defence Force Air Wing, „Letecké křídlo lidových obranných sil Ugandy“, nebo někdy Ugandan People's Defence Forces Air Force, známé také pod zkratkou UPDFAF) jsou vzdušné síly Ugandy a spolu s armádou a loďstvem[zdroj⁠?!] jedna z integrálních složek ozbrojených sil země.
V roce 1976 byly tři tehdejší ugandské MiGy-17 a dvanáct MiGů-21 zničeno na letišti izraelskými speciálními silami během operace Entebbe.

## Přehled letecké techniky

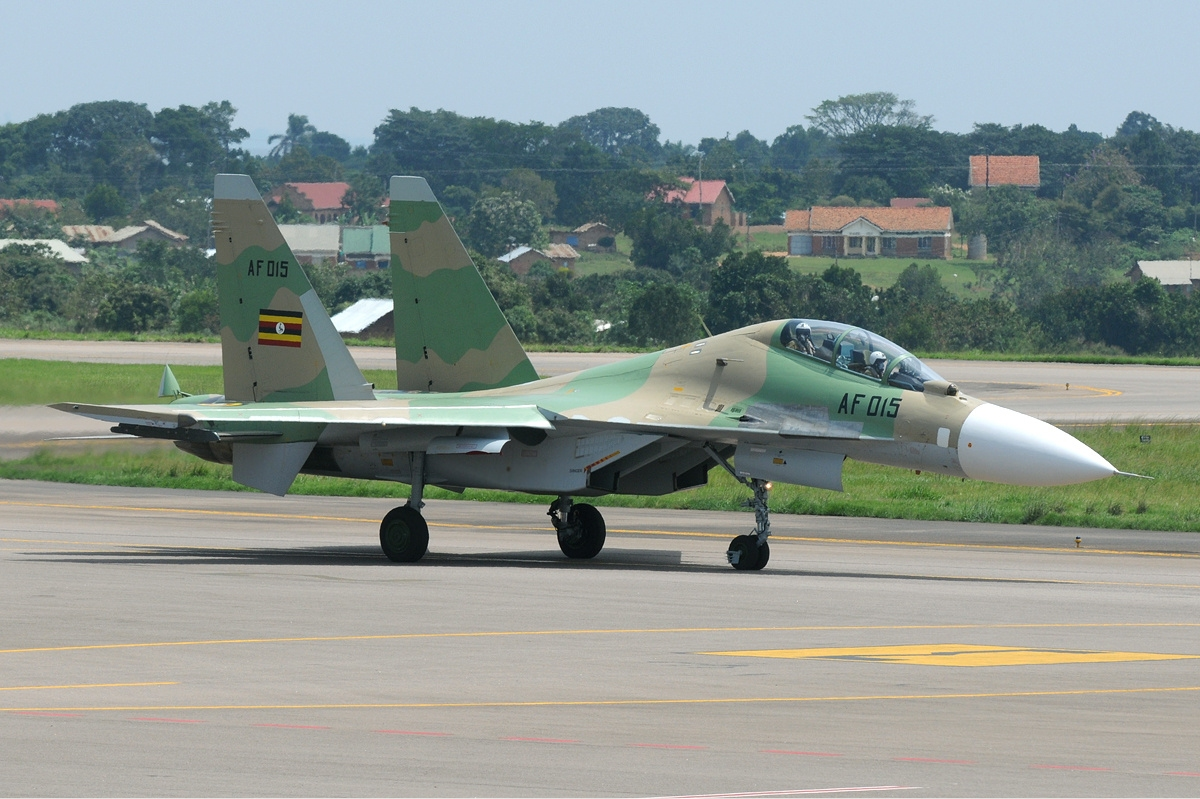
Ugandský Suchoj Su-30

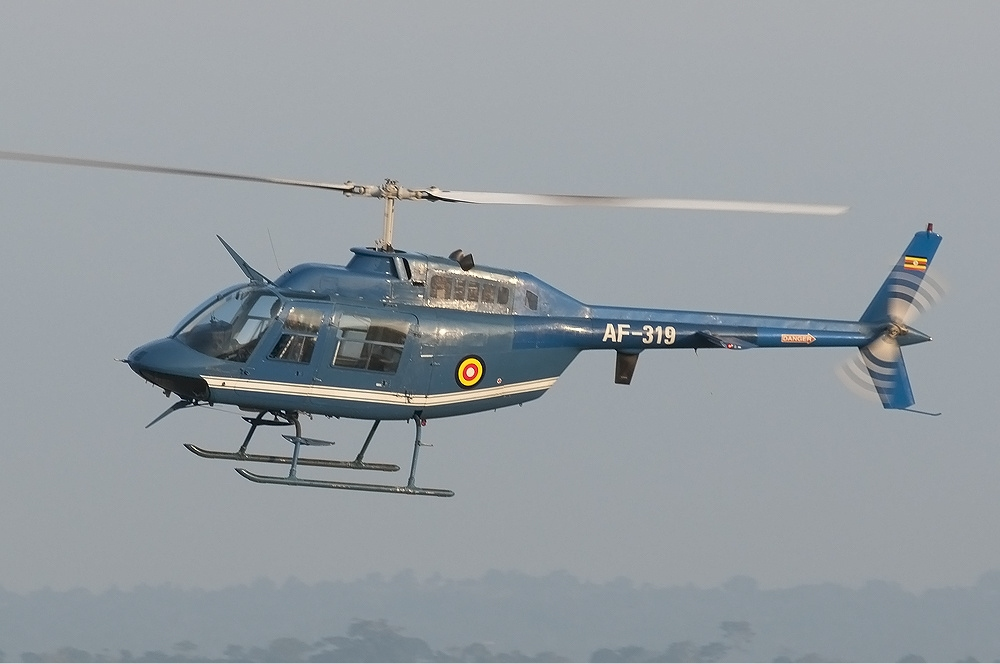
Ugandský Bell 206

Tabulka obsahuje přehled letecké techniky ozbrojených sil Ugandy v roce 2018 podle Flightglobal.com.
| Název                          | Fotografie     | Původ               | Určení                     | Verze                     | Ve službě      | Poznámky                                   |
| Bojové letouny                 | Bojové letouny | Bojové letouny      | Bojové letouny             | Bojové letouny            | Bojové letouny | Bojové letouny                             |
| ------------------------------ | -------------- | ------------------- | -------------------------- | ------------------------- | -------------- | ------------------------------------------ |
| MiG-21                         |                | Sovětský svaz       | záchytný stíhací letoun    | MiG-21MF/MiG-21bis        | 5              |                                            |
| Suchoj Su-30                   |                | Rusko               | víceúčelový stíhací letoun | Su-30MK2                  | 5              | Původně v letech 2011–2012 dodáno 6 kusů.  |
| Dopravní a transportní letouny |                |                     |                            |                           |                |                                            |
| Cessna 208 Caravan             |                | USA                 | užitkový letoun            | Cessna 208B Grand Caravan | 2              |                                            |
| Vrtulníky                      |                |                     |                            |                           |                |                                            |
| Bell 206                       |                | USA                 | užitkový vrtulník          | AB 206                    | 6              |                                            |
| Bell UH-1 Iroquois             |                | USA                 | víceúčelový vrtulník       | UH-1H-II Huey II          | 0              | Objednáno 5 kusů.                          |
| Mil Mi-8/Mil Mi-17             |                | Sovětský svaz Rusko | transportní vrtulník       |                           | 10             |                                            |
| Mil Mi-24                      |                | Sovětský svaz Rusko | bitevní vrtulník           | Mi-24V/Mi-35              | 5              |                                            |
| Mil Mi-28                      |                | Rusko               | bitevní vrtulník           |                           | 2              | Jeden ze tří Mi-28 havaroval v lednu 2024. |
| Cvičná letadla                 |                |                     |                            |                           |                |                                            |
| Aero L-39 Albatros             |                | Československo      | proudový cvičný letoun     |                           | 6              |                                            |
| SIAI-Marchetti SF.260          |                | Itálie              | cvičný letoun              |                           | 4              |                                            |